# Eupelops tibialis
Eupelops tibialis är en kvalsterart som först beskrevs av Banks 1910.  Eupelops tibialis ingår i släktet Eupelops och familjen Phenopelopidae. Inga underarter finns listade i Catalogue of Life.